# Phytometra formosalis
Phytometra formosalis là một loài bướm đêm thuộc họ Erebidae. Loài này có ở Úc, bao gồm Queensland.
Con trưởng thành có màu vàng. Đầu có mắt nâu đậm.

## Hình ảnh

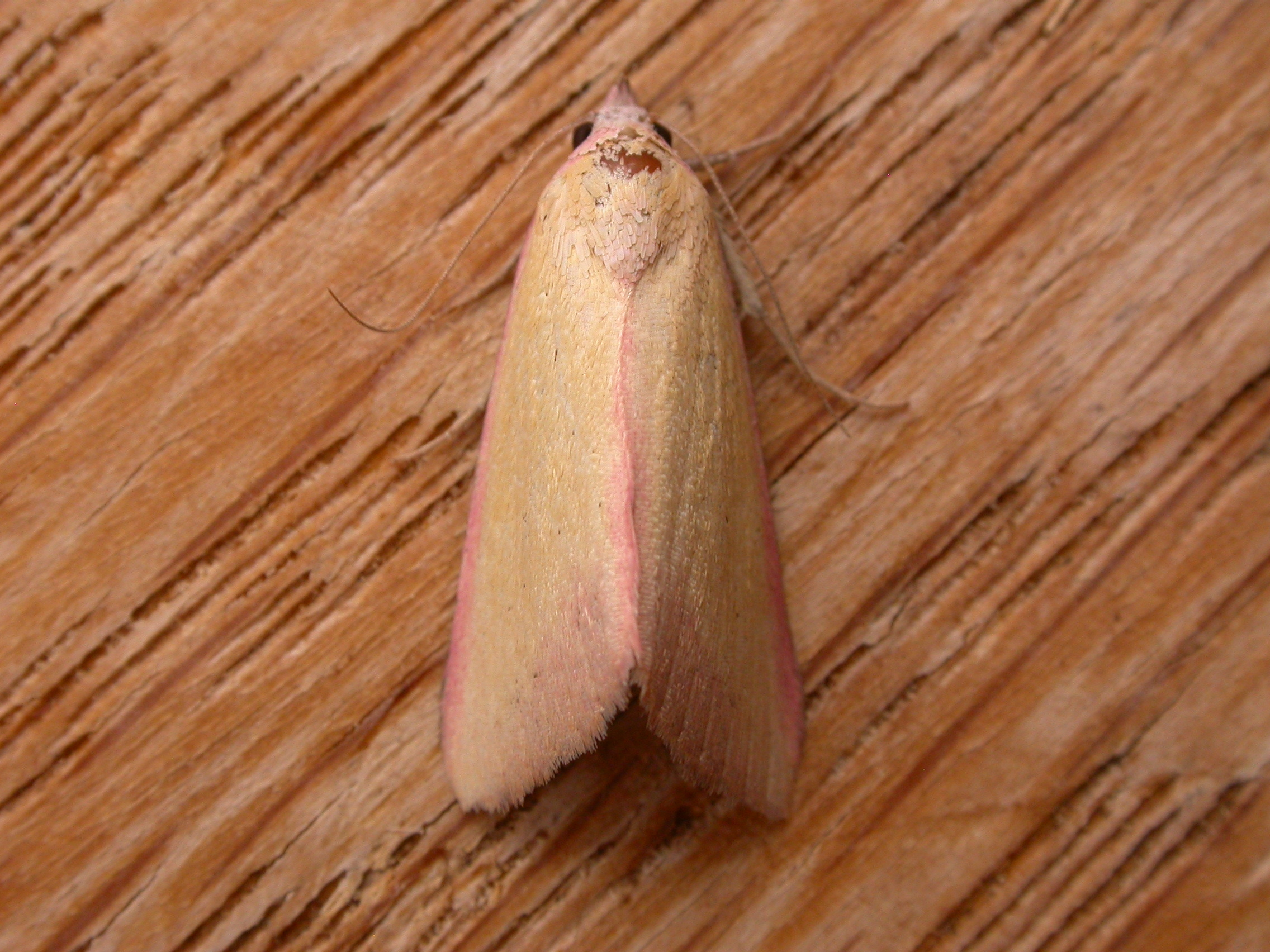